# Круглый стенд
Круглый стенд (англ. skeet, также употребляется транскрипция «скит») — площадка для проведения соревнований по стендовой стрельбе. Круглый стенд отличается от траншейного тем, что стрелковые номера располагаются вдоль сегмента круга. Соревнования на круглом стенде входят в программу Олимпийских игр с 1968 года.
В траншейном стенде используется много (до 15) метательных машин, скрытых в траншее. На круглом цели появляются всего из двух точек — окошек в будках. Зато и ружьё держат прикладом под мышкой и вскидывают только при появлении цели.

## Правила соревнований на круглом стенде
Выдержка из правил:

VI. КРУГЛЫЙ СТЕНД
§ 31. Устройство и оборудование стрелковой площадки
1. Стрелковая площадка представляет собой сегмент круга радиусом 19,2 м, ограниченный хордой, проведенной в 5,49 м от центра круга. Длина хорды — 36,8 м. В центре круга делается специальное гнездо для установки контрольного шеста. По концам хорды (на её продолжении) в 0,91 м от точки пересечения хорды с дугой сегмента устанавливают будки для размещения в них метательных машинок.
  - Левая будка (высокая) обеспечивает вылет мишени на высоте 3,05 м над уровнем площадки в точке над продолжением хорды.
  - Правая будка (низкая) обеспечивает вылет мишени на высоте 1,07 м. Точка вылета мишени из низкой будки должна находиться на расстоянии 0,76 м вправо от хорды.

2. На линии полета мишеней в 40,2 м от точки вылета устанавливаются шесты высотой 3 м, окрашенные в белый цвет. Этими шестами обозначают расстояние, в пределах которого засчитываются пораженные мишени.
3. Для определения дальности заброса мишеней на линии их полета ставят 2 столбика с указанием метража: первый — на расстоянии 65 м от точки вылета; второй — на расстоянии 70 м от точки вылета.
4. По дуге сегмента располагаются 7 стрелковых мест. 1-е стрелковое место находится впереди высокой будки в точке пересечения хорды с дугой сегмента, а 7-е в такой же точке на противоположном конце хорды. Остальные 5 стрелковых мест размещаются по дуге сегмента на равном расстоянии (8,22 м)друг от друга. 8-е стрелковое место находится на середине хорды в точке пересечения её с линией, проведенной от центра круга к 4-му стрелковому месту.

## История
Уже на Олимпийских играх 1900 существовала стрельба на траншейном стенде; из соображений гуманности голубей, изображавших пернатую дичь, вскоре заменили тарелками. Впрочем, это упражнение не лучшим образом имитировало охоту: стрелок стоял с ружьём наготове, а мишени были только удаляющимися.
В 1910-е годы американский фермер Уильям Фостер, заядлый охотник, не любивший, когда птица уходила от выстрела, изобрёл себе тренажёр. Он приобрёл метательную машину для стендовой стрельбы, расположил её на холмике, и нарисовал круг радиусом в 23 метра. Этим он мог смоделировать любую ситуацию, возникающую на охоте. Упражнение он назвал «циферблат» (позиции нумеровались с 1 до 12). Быстро выяснилось, что радиус круга велик: тарелка часто оказывалась в «окнах» осыпи. Поэтому радиус несколько уменьшили. Впоследствии сосед построил около площадки курятник, и стрельба с половины номеров стала невозможной. Проблему решили, поставив с другой стороны стенда ещё одну машину.
В феврале 1926 один американский охотничий журнал описал игру, что и положило начало её популярности. Он же предложил придумать ей название; в конкурсе победило слово skeet, от норвежского skyte — «стрелять». Во Вторую мировую войну стендовой стрельбе обучали американских зенитчиков — это помогало им выбирать упреждение.
В 1947 году провели первый чемпионат мира. ДОСААФ, курировавший военно-прикладные виды спорта, начал развитие стрельбы на круглом стенде и в СССР. На чемпионате 1958 года в Москве советская команда одержала убедительную победу. В 1968 году стрельба на круглом стенде стала олимпийским спортом, в дополнение к стенду траншейному. Лидировали команды СССР и США; среди женщин был силён Китай.
В 2000 году стрелок Николай Мильчев показал абсолютный результат — 150 из 150.

## Техника стрельбы на круглом стенде
См. также Термины стендовой стрельбы
Для освоения стрельбы по конкретным мишениям, стрелку необходимо знать общие принципы организации выстрела:
1. Стойка стрелка представляет собой совокупность естественных положений частей тела, удобных для разворота корпуса, уверенного балансирования при удержании и вскидывании ружья и продолжения циклических движений без утомления, в течение необходимого времени для стрельбы в серии 25 мишеней в составе команды из 6 человек (25-30 минут). Ноги располагаются на ширине плеч, ступни параллельны, носки слегка разведены в стороны, ноги согнуты в коленях, центр тяжести слегка перенесен на левую ногу (для правшей), корпус прямой, плечи расслаблены, локти опущены вниз, голова повернута в направлении ружья. Угол между вертикальной плоскостью ружья и вертикальной плоскостью проходящей через центры ступней составляет 35-40 градусов.
2. Вскидка стрелка должна обеспечивать быструю вкладку ружья в щеку и плечо, с учетом того, что взгляд правого (для правшей) или левого (для левшей) глаза, «скользит» по планке от патронной части ружья до мушки. Вырабатывается благодаря систематическим занятиям с циклическим повторением в количестве 50 — 150 вскидок за одну тренировку. Для контроля её правильности, стрелок занимаясь перед зеркалом, сохраняет линию прицеливания, которая включает в себя цель, мушку и глаз стрелка, оставаясь стабильной во всех фазах вскидки.
3. Поводка стрелка обеспечивается движением корпуса. Она совпадает своим началом с началом вскидки и имеет плавное нарастание скорости движения для обгона и поражения мишени. Вырабатывается посредством тренировок на тренажере по движущейся цели, а также во время практической стрельбы и тренировок по мишеням других стрелков.
Специфика стрельбы на стрелковых местах:
- 1-й номер: Стрелок принимает 3 мишени — угонную и дублет.

Для стрельбы по угонной мишени стрелок изготавливается в направлении её вылета, выставив высоту концов стволов ружья несколько выше своих глаз (20-25 см). Взгляд при этом направлен над стволами, в область появления мишени. После команды и вылета мишени, стрелок, осознав и уловив взглядом её появление, производит вскидку ружья. Во время вскидки производится коррекция направления мушки относительно мишени. После завершения вскидки, поправки (коррекции) на мишень, производится выстрел с учетом вертикального упреждения, величина которого составляет толщину мишени. Так как мишень движется относительно стрелка «сверху вниз», он обеспечивает соответствующее этому направлению движение стволов оружия при обработке мишени и выстреле по ней. Выстрел производится в районе восьмого номера (этой зоны поражения стрелок придерживается при стрельбе на номерах с 1-го по 7-й).
Изготовка для стрельбы дублета производится так, чтобы корпус стрелка свободно двигался как в направлении угонной, так и встречной мишеней. В дублете угонная мишень стреляется аналогично вышеописанному. Для поражения встречной мишени, стрелок осуществляет движение корпусом в направлении её полета, заботясь о положении стволов оружия заведомо ниже её траектории (это необходимо для того, чтобы не закрыть её стволами). После восприятия летящей мишени, стрелок с ускорением и подчеркиванием её траектории, выходит на упреждение и сохраняя выбранную скорость ружья, производит выстрел. Упреждение для этой мишени составляет 10 сантиметров или один корпус мишени вперед по траектории её полета.
- 2-й номер: Стрелок принимает 3 мишени — угонную и дублет.

Для выстрела по угонной мишени стрелок предварительно ориентирует стойку так, чтобы линия стрельбы совпадала с зоной поражения мишени. Развернув корпус в сторону принимаемой мишени, стрелок, в положении изготовки направляет стволы, чтобы линия их продолжающая, пересекала предполагаемую траекторию мишени приблизительно под прямым углом. При этом, расстояние от окна вылета мишени до указанной точки пересечения (мертвая зона) подбирается стрелком индивидуально и зависит от особенностей его восприятия и скорости вылета мишени. После команды стрелка и вылета мишени, стволы оружия должны оказаться чуть ниже траектории и двигаться как можно ближе сзади мишени. Это условие необходимо соблюсти для правильной обработки мишени, которая заключается в быстром и плавном обгоне (мушка «подчеркивает» мишень), и выстреле при продолжающемся движении стволов, в передний её край (упреждение для этой мишени может варьироваться от 0 до 10 см). В дублете, эта мишень стреляется аналогично.
Для стрельбы по дублету, стрелок производит те же действия, что и для стрельбы по одиночной мишени, и, после выстрела по угонной, ориентируясь на траекторию встречной мишени, обрабатывая её с подходом стволами «снизу и сзади». Последнее необходимо для учета возможных изменений скорости и траектории встречной мишени — ныряний и замедлений, от встречных потоков воздуха. По окончании плавного и быстрого обгона с подчеркиванием траектории, стрелок выходит на упреждение 20-30 см.(2-3 корпуса мишени) и производит выстрел, продолжая движение.
- 3-й номер: Стрелок принимает 3 мишени — угонную и дублет.

Стрельба на этом номере отличается от предыдущей лишь выбором размера «мертвой зоны»(предварительно, стволы размещаются в 3-х метрах справа от шеста, ограничивающего пределы поражения мишеней) и упреждениями: для угонной 20-30 см.(2-3 корпуса мишени) и для встречной 50 см (5 корпусов мишени).
- 4-й номер: Стрелок принимает 6 мишеней — одиночные из обеих будок и два дублета: первый — с левой, второй — с правой стороны.

Спецификой этого номера является угол стрельбы по отношению к траекториям мишеней. Это влечет за собой несколько особенностей: упреждение по одиночным мишеням имеет максимальный размер — 80 см.(8 корпусов мишеней); дублеты стреляются с акцентом на выстрел по первой мишени (она должна быть поражена как можно раньше — над 8 номером), от которого зависит выстрел по второй мишени (стрелок должен выбрать для неё особое упреждение — от 80 см до 100 см, причем, ранний выстрел определяет меньшее упреждение); вторая мишень находясь на излете, теряет скорость и изначальную траекторию, а следовательно, стрелку необходимо учитывать кроме горизонтального, выбор вертикального упреждения.
- 5-й,6-й,7-й номера: 5-й и 6-й номера — Стрелок принимает по 3 мишени: угонную и дублет; 7-й — Стрелок принимает дублет.

Техника стрельбы на этих номерах аналогична технике на 3-м,2-м,1-м номерах соответственно, с одним отличием — разворот корпуса стрелка по угонной мишени происходит «на левую руку» так как эти номера являются зеркальным отражением предшествующих. Стрелку также необходимо обратить внимание на вертикальную постановку концов стволов при изготовке на угонную мишень, так как начальная траектория мишени на этих номерах, находится заведомо ниже, по сравнению с номерами с 1-го по 3-й, следовательно, при вскидке стволы должны оказаться ниже траектории.
- 8-й номер: Стрелок принимает две мишени — из верхней и нижней будок, поочередно.

Главной особенностью этого номера можно считать ограниченное время для выстрела по мишени. Если все предыдущие мишени могли поражаться в течение 1-1,3 секунд, то время поражения здесь сокращается до 0,7-0,9 секунды. Стрелок ориентирует свою стойку в зону предполагаемого выстрела (она находится в районе последней трети траектории полета мишени от вылета до 8 номера), разворачивает корпус на вылет мишени, располагая стволы под вылет и приблизительно 0,5 метра в сторону её полета(выбор «мертвой зоны»). После команды, вылета мишени, пропуска её за стволы, стрелок быстро и плавно совершает одновременную вскидку с поводкой и обгон, с выстрелом в переднюю её часть, продолжая движение. Движение корпусом, хоть и незначительное, должно присутствовать, исключая «пронос ружья на руках».
Стоит отметить, что вышеуказанные параметры выстрела, как и подходы к обработке мишеней (старт обработки без выпуска и т. п.) могут иметь субъективно обусловленные вариации в ту или иную сторону, однако существуют «расчетные» данные определяемые математическими вычислениями 2. Отправной точкой в таких расчетах принято считать размеры площадки, скорость полета мишени и угол составляемый траекториями полета мишени и дробового снаряда.
Для примера:
- Время полета мишени до центра прощадки составляет 0.5-0.53 сек. Так, что время на выстрел с 8 номера менее 0.5 сек. Упреждение на всех номерах (по мат. расчету) значительно больше указанного и составляет, например с 4 номера, 1.4 м.

Однако противоречия между «расчетными» и субъективными параметрами реального выстрела не будет, так как успешность такового определяется индивидуальным стилем деятельности спортсмена, которым учитывается и интегрируется множество переменных в системе стрелок-мишень-оружие.